# محمد سالم (لاعب كرة قدم مصري)
محمد سالم ،لاعب كرة قدم مصري دولي من مواليد 1 يناير 1994 بمحافظة القاهرة، لاعب نادي بتروجيت الحالي.
بدأ مسيرته الكروية مع المقاولون العرب، وفي موسم 2013/2014 تم تصعيدة إلى الفريق الأول بالنادى ،ثم انضم اللاعب لنادى الزمالك في موسم 2014/2015 لمدة أربعة مواسم.

## بطولات حصل عليها
- كأس مصر (2014-2015)